# Roberto Miranda
Roberto Lopes de Miranda (São Gonçalo, Brasil, 31 de julio de 1944), más conocido como Roberto Miranda o simplemente Roberto, es un exfutbolista brasileño que jugaba como delantero.

## Selección nacional
Fue internacional con la selección de fútbol de Brasil en 13 ocasiones y convirtió 6 goles. Formó parte de la selección campeona del mundo en 1970.

### Participaciones en Copas del Mundo
| Mundial                        | Sede   | Resultado | Partidos | Goles |
| ------------------------------ | ------ | --------- | -------- | ----- |
| Copa Mundial de Fútbol de 1970 | México | Campeón   | 2        | 0     |

### Participaciones en Juegos Olímpicos
| Olimpiada                      | Sede  | Resultado      | Partidos | Goles |
| ------------------------------ | ----- | -------------- | -------- | ----- |
| Juegos Olímpicos de Tokio 1964 | Japón | Fase de grupos | 3        | 2     |

## Clubes
| Club        | País   | Año       |
| ----------- | ------ | --------- |
| Botafogo    | Brasil | 1962-1972 |
| Flamengo    | Brasil | 1972-1973 |
| Corinthians | Brasil | 1973-1976 |
| America-RJ  | Brasil | 1976      |

## Palmarés

### Campeonatos regionales
| Título                           | Club     | País   | Año  |
| -------------------------------- | -------- | ------ | ---- |
| Campeonato Carioca               | Botafogo | Brasil | 1962 |
| Torneo Río-São Paulo             | Botafogo | Brasil | 1962 |
| Torneio Início do Rio de Janeiro | Botafogo | Brasil | 1962 |
| Torneio Início do Rio de Janeiro | Botafogo | Brasil | 1962 |
| Torneo Río-São Paulo             | Botafogo | Brasil | 1964 |
| Torneo Río-São Paulo             | Botafogo | Brasil | 1966 |
| Campeonato Carioca               | Botafogo | Brasil | 1967 |
| Torneio Início do Rio de Janeiro | Botafogo | Brasil | 1967 |
| Taça Guanabara                   | Botafogo | Brasil | 1967 |
| Campeonato Carioca               | Botafogo | Brasil | 1968 |
| Taça Guanabara                   | Botafogo | Brasil | 1968 |
| Campeonato Carioca               | Flamengo | Brasil | 1972 |
| Taça Guanabara                   | Flamengo | Brasil | 1972 |

### Campeonatos nacionales
| Título      | Club     | País   | Año  |
| ----------- | -------- | ------ | ---- |
| Taça Brasil | Botafogo | Brasil | 1968 |

### Copas internacionales
| Título                 | Selección | Sede   | Año  |
| ---------------------- | --------- | ------ | ---- |
| Copa Mundial de Fútbol | Brasil    | México | 1970 |

### Distinciones individuales
| Distinción                             | Año  |
| -------------------------------------- | ---- |
| Máximo goleador del Campeonato Carioca | 1968 |